# 玉铃花
玉铃花（学名：Styrax obassis），为安息香科安息香属下的一个植物种。